# Panzerdivision

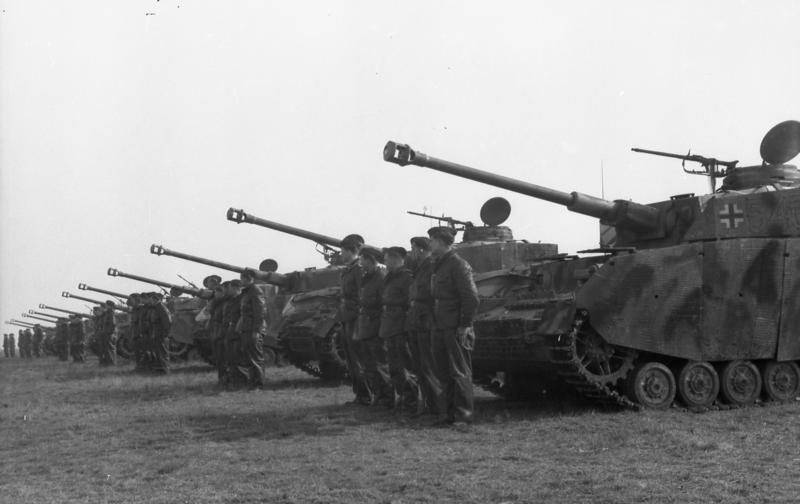
Panzer IV de la 12e Panzerdivision SS Hitlerjugend en France en 1944.

La Panzerdivision (au pluriel Panzerdivisionen, abréviation : PzDiv) est le nom allemand équivalent de la division blindée. Panzerdivision est souvent utilisé en français pour désigner la division blindée de l'armée allemande durant la Seconde Guerre mondiale. Il y eut des Panzerdivisionen dans la Waffen-SS et même une dans la Luftwaffe.

## Organisation sous leIIIeReich

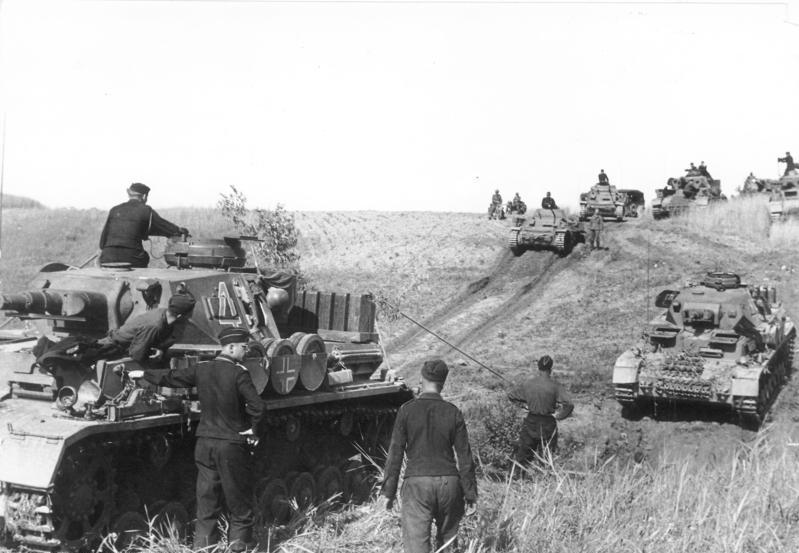
Panzer II et IV durant l'opération Barbarossa en juin 1941.

La Panzerwaffe avec ses Panzerdivisionen a été le fer de lance de l'armée allemande qui lui a permis de remporter de nombreuses victoires, rapides et décisives,  dans les premiers mois du conflit mondial, dans un type de guerre qui fut appelé le Blitzkrieg. La PzDiv était composée d'un régiment blindé (à l'origine de deux régiments), mais aussi d'infanterie, d'artillerie et de diverses troupes (transmissions, génie), plus des services, qui assurèrent une efficience interrarme. Le ratio des éléments de la Panzerdivision a évolué au fil du temps. Une Panzerdivision au début de la Seconde Guerre mondiale pouvait disposer sur le papier de plus de 300 chars de combat et d'une force de 15 000 hommes. En 1941, les Panzerdivisionen sont davantage motorisées par véhicules à moteur ; à contrario en 1945, les tables d'organisation de la PzDiv prévoient des bataillons d'infanterie cyclistes et davantage d'unités de train hippomobiles, marquant la défaite militaire mais aussi économique du Troisième Reich. Le concept d'unité fortement blindée et réunissant la plupart des systèmes d'arme terrestres est toutefois encore présent de nos jours.

### La division blindée type 1935
Les trois premières divisions blindées formées en 1935 le sont sur un même modèle ; elles ont toutes un état-major divisionnaire (Divisionkommando) avec une section motocycliste (Kradmeldzug) et un bureau de cartographie motorisée (Kartenstelle (mot)).
- Une brigade blindée (Panzerbrigade) avec un total théorique de 324 engins blindés (panzer).
- Une brigade d'infanterie motorisée 'Schützenbrigade)
- Un bataillon de reconnaissance (Aufklärungsabteilung)
- Un bataillon antichar (Pz. Abw. Abteilung)
- Un régiment motorisé d'artillerie (Artillerieregiment (mot))
- Un bataillon motorisé du génie (Pionierabteilung (mot))
- Un bataillon motorisé des transmissions (Nachrichtenabteilung (mot))
  - Une compagnie radio (Funkkompagnie)
- Des services de réapprovisionnement (Nachschubdienste)
- Des services de gestion (Verwaltungsdienste)
- Une unité médicale (Sanitätsdienste)
- Une unité motorisée de gendarmerie (Feldgendarerietrupp (mot))
- Un bureau motorisé des postes aux armées (Feldpostamt (mot))

### La division blindée type 1939
Cette organisation concerne les quatre divisions blindées de la Heer. Les quatre leichte-Divisionen (divisions légères) établies pour satisfaire la cavalerie ont une organisation différente (un seul bataillon blindé). Leurs performances mitigées entraînent leur transformation en Panzerdivision (6e à 9e) à l'issue de la campagne de Pologne.

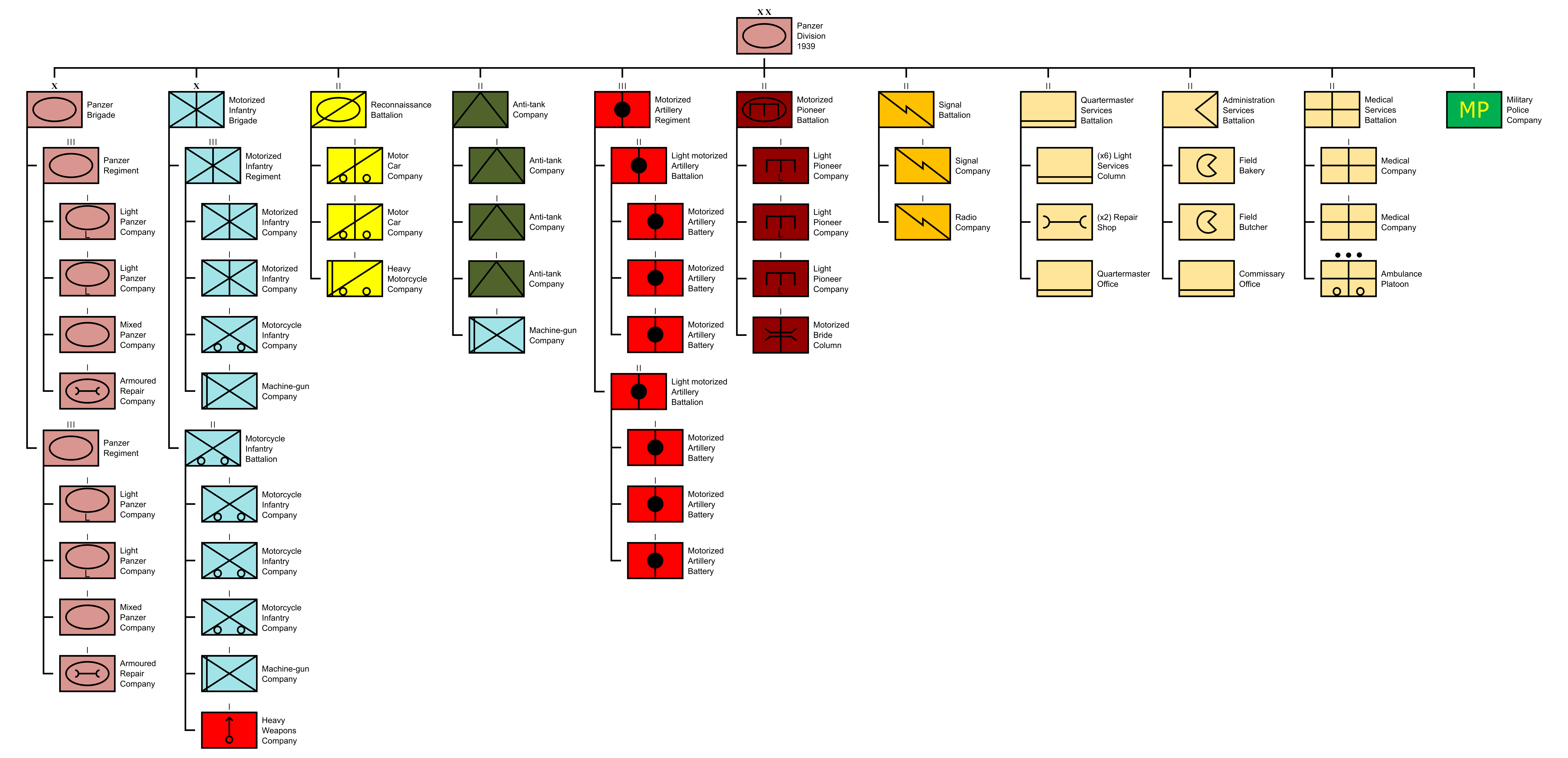
Diagramme (en anglais) d'une Panzerdivision type 1939.

- Brigade blindée : deux régiments à deux bataillons blindés. Ces quatre Abteilungen comprennent chacun 3 compagnies, dont une dotée éventuellement de chars moyens.
  - Panzer-Regiment
  - Panzer-Regiment
- Brigade d'infanterie motorisée
  - Régiment d'infanterie, à 2 bataillons motorisés.
  - Bataillon motocycliste (Kradschützenbataillon)
- Bataillon de reconnaissance motorisé (Aufklärungsabteilung (mot.))
- Bataillon antichar motorisé (Panzer-Abwehr-Abteilung) : 3 compagnies PaK et 1 compagnie Flak.
- Bataillon motorisé du génie
- Régiment motorisé d'artillerie, à 2 bataillons de 3 batteries ; 24 pièces au total[1].

Le 20 février 1940, l'organisation théorique d'une division Panzer est révisé (division blindée type 1940). La brigade blindée reste inchangée. L'infanterie est portée à deux régiments motorisés, assortis parfois du bataillon motocycliste.
Une charge de base ou Verbrauchssatz (en abrégé VS) est la quantité de carburant nécessaire à chaque véhicule d'une formation donnée pour parcourir 100 km. La quantité de carburant dans 1 VS varie en fonction de la structure et de l'équipement de l'unité; dans la 5. Panzer-Division durant la bataille de France en mai 1940, 1 VS équivalait à 182 000 litres d'essence, 26 000 litres de diesel et 5 000 litres d'huile moteur, pour un total de 213 tonnes.

### La division blindée type 1941
En prévision de l'invasion de l'Union Soviétique, Opération Barbarossa, en juin 1941, il est décidé de doubler le nombre de Panzerdivisionen. En l'absence d'une production industrielle suffisante, l'accroissement se fait en retirant un des deux régiments blindés à ces grandes unités. L'affaiblissement apparent est compensé par un déploiement et une puissance accrus des panzer moyens, même si demeurent des chars légers (Pz.Kpfw. II) ou en voie d'obsolescence (Pz.Kpfw. 38(t)). De plus, la division blindée, moins lourde, s'avère d'une gestion logistique plus aisée d'un point de vue stratégique.
L'organisation de la Panzer-Division Typ 41 sera effective du 15 mai 1941 au 15 octobre 1942. La Panzer-Division Typ 42 demeure assez proche, avec un bataillon de reconnaissance (Panzer-Aufklärungs-Abteilung) englobant les motocyclistes, et certains bataillons antichars qui seront dotés d'automoteurs de chasse.
- Régiment blindé (Panzer-Regiment). Deux ou trois bataillons blindés, selon les divisions.
- Schützen-Brigade, deux régiments d'infanterie portée, à deux bataillons motorisés.
- Bataillon de reconnaissance
- Bataillon motocycliste (Kradschützen-Bataillon)
- Bataillon antichar (Pak Abteilung)
- Régiment d'artillerie, à 3 bataillons
- Bataillon du génie
- Bataillon de logistique
- Bataillon de transmissions
- Unité médicale, Feldgendarmerie, poste

### Les divisions blindées SS
Un décret du 18 mai 1939 accordait déjà quatre compagnies de chars à la SS-VT. Cela ne pût se réaliser avec la déclaration de guerre. Mais la direction de la SS n'aura de cesse d'obtenir une composante blindée à ses divisions majeures. Dès le 1er décembre 1941 est constituée une compagnie blindé hors-rang, sous l'égide du SS-FHA et le commandement de Wilhelm Mohnke. En quelques mois, il est question d'attribuer un bataillon blindé à chacune des quatre (premières) divisions motorisées SS. Mais les configurations proposées ne correspondent pas aux tableaux d'organisation de l'Armée ; de plus, la dotation en chars demeurent l'apanage du commandement des troupes blindées. Finalement, la décision de créer quatre SS-Panzer-Grenadier-Divisionen est officialisée à la fin de 1942 (LSSAH, Das Reich, Totenköpf, Wiking), ouvrant « un nouveau chapitre de l'histoire de la Waffen-SS » (Paul Hausser, octobre 1942). Avec deux bataillons blindés et un groupe de canons d'assaut, ces formations sont de facto semblables à une panzer-division, titre qu'elles acquerront l'année suivante, et semblent se conformer à l'organisation standard de la Heer. Néanmoins, selon une volonté typique de l'Ordre noir pour ses unités militaires, l'accroissement de la puissance des grandes unités se concrétise de diverses façons. Les plus flagrantes sont la dotation de six bataillons de panzergrenadiere au lieu de quatre et l'ajout, en 1943, d'une compagnie organique de chars lourds Tiger (également accordé à la division Großdeutschland). Elle sera ultérieurement retirée aux divisions blindées et intégrée aux bataillons de chars lourds indépendants. Une SS-Panzer-division comprend ainsi jusqu'à 4 000 hommes de plus qu'une division panzer classique. Entre-autres écarts de dotation « surnuméraire » avec la division blindée type 1944, une division blindée SS se voit octroyer en moyenne 76 % de mitrailleuses légères en plus, 44 % de mortiers lourds, 115 % de Pak 40 antichar, 50 % de 88 mm antiaériens, 38 % de voitures blindées de reconnaissance, 48 % de chasseurs de char (JgPz IV. 31 engins au lieu de 21).

### La division blindée type 1943
L'organisation de la Typ 43 date du 24 septembre 1943 et sera effective jusqu'en août de l'année suivante. Elle compte environ 17 000 hommes.

### La division blindée type 1944
La structure des panzer-divisionen en 1944 va beaucoup évoluer, comme on peut le voir sur les Kriegstärkenachweisunge (K.St.N ou dotation en effectifs de guerre) au gré des combats. Elle demeure proche de l'organisation de 1943, avec un effectif théorique de 14 557 soldats (environ 10 000 en pratique). Le tableau d'organisation définit un format bien plus rigide que ce que permet le système des combat commands américains. Ceci est partiellement compensé par l'usage courant des kampfgruppen, où les blindés légers du bataillon de reconnaissance sont souvent très présents.
Il est à noter que les divisions de volksgrenadiers créées dans les derniers mois de 1944, ne sont ni « blindées » ni « mécanisées », mais elles intègrent dans leur bataillon antichar des automoteurs (en particulier une compagnie lourde gepanzerte de Jagdpanzer 38(t)).

### La division blindée type 1945
La Panzer-division Typ 1945 n'est plus que l'ombre d'elle-même. Elle est définie par le Generalinspekteur der Panzertruppen moins de deux mois avant la défaite, alors que les frontières du Reich sont franchies par les alliés et que le tissu industriel se délite. La table d'organisation du 25 mars 1945 accorde toujours un régiment blindé à deux bataillons, mais celui-ci est désormais un gemischte panzer-regiment (régiment blindé mixte) où seul le premier bataillon comprend des panzers. Le deuxième est composé de panzer-grenadiers. Le régiment est ainsi composé au maximum de 54 chars, trois fois moins que dans la division Typ 1944. Encore s'agit-il d'une organisation théorique, voire chimérique, et Heinz Guderian prévoit qu'y soit substituée une Kampfgruppe Panzer-division Typ 1945, ne comptant qu'un seul régiment de panzer-grenadiere au lieu de deux, et avec des unités de reconnaissance et d'artillerie (réutilisant la traction chevaline) amoindries. La formation militaire des troupes est à l'avenant.
Avec de tels effectifs (11 400 hommes), la division blindé est bien en peine d'accomplir ses anciennes missions, et n'a plus qu'un impact local. Désormais, c'est à l'échelon supérieur qu'est dévolu le rôle des divisions blindés. Inspirés des corps blindés soviétiques, ce sont les Panzer-Korps (Corps de blindés) qui concentrent puissance tactique, logistique propre et autonomie. Ils sont souvent basés sur les grandes unités « historiques », tels les I. SS-Panzer-Korps « Leibstandarte Adolf Hitler », Panzer-Korps « Großdeutschland » et Panzer-Korps « Feldherrnhalle», Fallschirm-Panzer-Korps « Hermann Göring ». Ils regroupent deux panzerdivisionen. Il n'est plus fait formellement de distinction entre division panzer et division de panzergrenadiers.

### Tactiques et usages
En mai 1940, la France disposait de plus de blindés que l'Allemagne, mais ils étaient dispersés dans de petites unités comme support de l'infanterie. « Le 10 mai 1940, la Wehrmacht lança dans la bataille 2 245 chars, sur les 3 505 chars dont elle disposait. En face, il y avait 3 383 chars français, britanniques, belges et néerlandais. (...) Les Allemands firent un bien meilleur usage de leur blindés. ».
La Wehrmacht disposait de dix divisions blindées lors de la bataille de France, voici les types de chars de combat en service en avril-mai 1940 :
- 1. PzDiv 256 blindés : 52 Pz I, 98 Pz II, 58 pz III, 40  pz IV, 8 PzBef[b] ;
- 2. PzDiv 266 blindés : 45 Pz I, 115 Pz II, 58 Pz III, 32 Pz IV, 16 PzBef ;
- 3. PzDiv 341 blindés : 117 Pz I, 129 Pz II, 42 Pz III, 26 Pz IV, 27 PzBef ;
- 4. PzDiv 314 blindés : 135 Pz I, 105 Pz II, 40 Pz III, 24 Pz IV, 10 PzBef ;
- 5. PzDiv 327 blindés : 97 Pz I, 120 Pz II, 52 Pz III, 32 Pz IV, 26 PzBef ;
- 6. PzDiv 223 blindés : 60 Pz II, 118 Pz 35(t)[c], 31 Pz IV, 16 PzBef ;
- 7. PzDiv 225 blindés : 34 Pz I, 68 Pz II, 91 Pz 38(t)[c], 24 Pz IV, 8 PzBef 38(t)[c] ;
- 8. PzDiv 212 blindés : 58 Pz II, 116 Pz 38(t)[c], 23 Pz IV, 15 PzBef 38(t)[c] ;
- 9. PzDiv 153 blindés : 30 Pz I, 54 Pz II, 41 Pz III, 16 Pz IV, 12 PzBef ;
- 10. PzDiv 265 blindés : 44 Pz I, 113 Pz II, 58 Pz III, 32 Pz IV, 18 PzBef.

À noter la disparité des effectifs entre les divisions qui varie du simple au double (150 à 320 chars), ainsi que la disparité des dotations dans les chars. On peut aussi noter que les nouvelles divisions (les 6, 7, 8, 9 et 10) sont les moins bien dotées numériquement mais les seules où on trouve les chars tchèques Pz 35(t) et Pz 38(t).

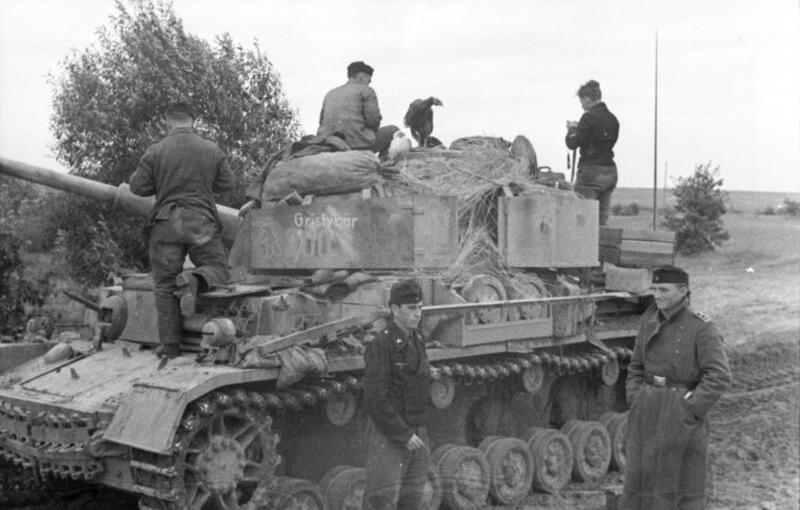
Un Panzer IV de la 3. Panzerdivision en Russie.

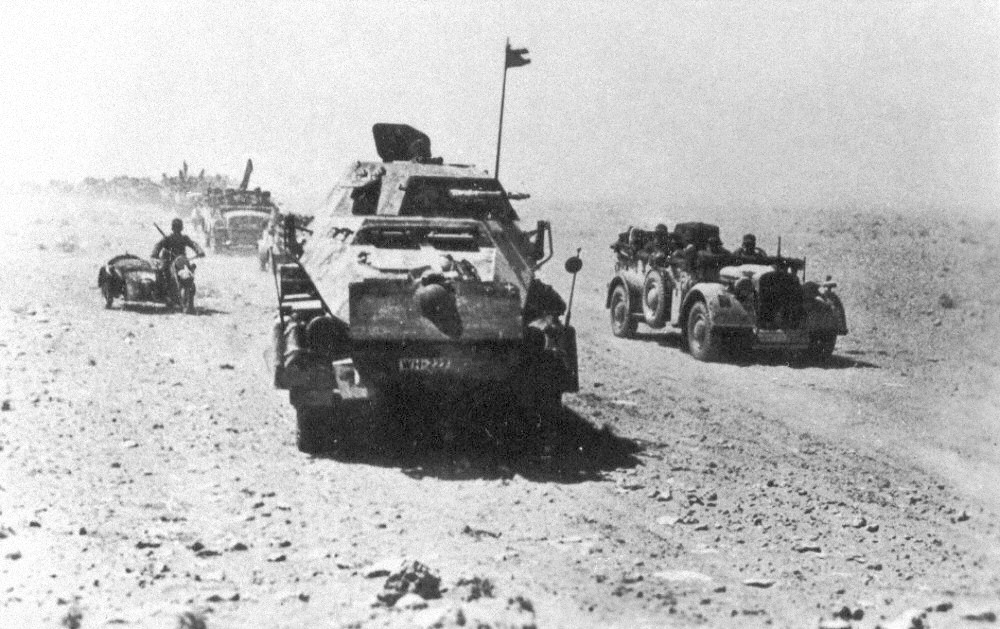
Des véhicules de la 21. Panzerdivision durant la guerre du désert en 1942.

| Unité                                   | Chars le 1er septembre 1939 (invasion de la Pologne) | Chars le 22 juin 1941 (opération Barbarossa) |
| --------------------------------------- | ---------------------------------------------------- | -------------------------------------------- |
| 1re Panzerdivision                      | 309                                                  | 145                                          |
| 2e Panzerdivision                       | 322                                                  | 0                                            |
| 3e Panzerdivision                       | 391                                                  | 215                                          |
| 4e Panzerdivision                       | 341                                                  | 166                                          |
| 5e Panzerdivision                       | 335                                                  | 0                                            |
| 10e Panzerdvision                       | 150                                                  | 182                                          |
| Panzerdivision Kempf                    | 164                                                  | 0                                            |
| 1re division légère / 6e Panzerdivision | 226                                                  | 245                                          |
| 2e division légère / 7e Panzerdivision  | 85                                                   | 265                                          |
| 3e division légère / 8e Panzerdivision  | 80                                                   | 212                                          |
| 4e division légère/ 9e Panzerdivision   | 62                                                   | 143                                          |
| Panzer-Regiment 25                      | 225                                                  | 0                                            |
| 11e Panzerdivision                      | 0                                                    | 143                                          |
| 12e Panzerdivision                      | 0                                                    | 293                                          |
| 13e Panzerdivision                      | 0                                                    | 149                                          |
| 14e Panzerdivision                      | 0                                                    | 147                                          |
| 16e Panzerdivision                      | 0                                                    | 146                                          |
| 17e Panzerdivision                      | 0                                                    | 202                                          |
| 18e Panzerdivision                      | 0                                                    | 218                                          |
| 19e Panzerdivision                      | 0                                                    | 228                                          |
| 20e Panzerdivision                      | 0                                                    | 229                                          |

### Liste des divisions de la Wehrmacht Heer comprenant des unités de panzers
| Symboles | Division                                 | Unité de panzers                                          | Création/Dissolution | Théâtre d'opérations                                            | Garnison                       |
| -------- | ---------------------------------------- | --------------------------------------------------------- | -------------------- | --------------------------------------------------------------- | ------------------------------ |
|          | 1. Panzerdivision                        | Panzer-Regiment 1 Panzer-Regiment 2                       | 1935–1945            | Pologne, France, Front de l'Est                                 | Weimar                         |
|          | 2. Panzerdivision                        | Panzer-Regiment 3 Panzer-Regiment 4                       | 1935–1945            | Pologne, France, Balkans, Front de l'Est, Normandie, Ardennes   | Vienne                         |
|          | 3. Panzerdivision                        | Panzer-Regiment 5 Panzer-Regiment 6                       | 1935–1945            | Pologne, France, Front de l'Est                                 | Berlin                         |
|          | 3. Panzergrenadier-Division              | Panzer-Abteilung 103                                      | 1940–1945            | Pologne, France, Front de l'Est, Italie, Allemagne              | Francfort-sur-l'Oder           |
|          | 4. Panzer-Division                       | Panzer-Regiment 35 Panzer-Regiment 36                     | 1938–1945            | Pologne, France, Front de l'Est                                 | Wurtzbourg                     |
|          | 5. Panzer-Division                       | Panzer-Regiment 15 Panzer-Regiment 31                     | 1938–1945            | Pologne, France, Balkans, Front de l'Est                        | Opole                          |
|          | 6. Panzer-Division                       | Panzer-Regiment 11                                        | 1939–1945            | France, Front de l'Est                                          | Wuppertal                      |
|          | 7. Panzer-Division                       | Panzer-Regiment 25                                        | 1938–1945            | France, Front de l'Est                                          | Gera                           |
|          | 8. Panzer-Division                       | Panzer-Regiment 10                                        | 1939–1945            | France, Balkans, Front de l'Est                                 | Cottbus                        |
|          | 9. Panzer-Division                       | Panzer-Regiment 33                                        | 1939–1945            | France, Balkans, Front de l'Est, Normandie, Ardennes, Allemagne | Sankt Pölten                   |
|          | 10. Panzer-Division                      | Panzer-Regiment 7                                         | 1939–1943            | Pologne, France, Balkans, Front de l'Est, Afrique du Nord       | Prague                         |
|          | 10. Panzergrenadier-Division             | Panzer-Abteilung 7                                        | 1943–1945            | Front de l'Est                                                  | Ratisbonne                     |
|          | 11. Panzer-Division                      | Panzer-Regiment 15                                        | 1940–1945            | Balkans, Front de l'Est, Normandie, Ardennes                    |                                |
|          | 12. Panzer-Division                      | Panzer-Regiment 29                                        | 1940–1945            | Front de l'Est                                                  | Stettin                        |
|          | 13. Panzer-Division                      | Panzer-Regiment 4                                         | 1940–1945            | Front de l'Est                                                  | Magdebourg                     |
|          | 14. Panzer-Division                      | Panzer-Regiment 36                                        | 1940–1945            | Front de l'Est                                                  | Dresde                         |
|          | 15. Panzer-Division                      | Panzer-Regiment 8                                         | 1940–1943            | Afrique du Nord                                                 | Landau in der Pfalz/Heidelberg |
|          | 15. Panzer-Grenadier Division            | Panzer-Abteilung 115                                      | 1943–1945            | Italie                                                          |                                |
|          | 16. Panzer-Division                      | Panzer-Regiment 2                                         | 1940–1945            | Front de l'Est, Italie                                          | Münster                        |
|          | 16. Panzergrenadier-Division             | Panzer-Abteilung 116                                      | 1940–1945            | Front de l'Est                                                  | Münster                        |
|          | 17. Panzerdivision                       | Panzer-Regiment 39                                        | 1940–1945            | Front de l'Est                                                  | Augsbourg                      |
|          | 18. Panzer-Division                      | Panzer-Regiment 18                                        | 1940–1943            | Front de l'Est                                                  | Chemnitz                       |
|          | 18. Panzer-Grenadier-Division            | Panzer-Abteilung 118                                      | 1943–1945            | Front de l'Est                                                  | Liegnitz                       |
|          | 19. Panzer-Division                      | Panzer-Regiment 27                                        | 1940–1945            | Front de l'Est                                                  | Hanovre                        |
|          | 20. Panzer-Division                      | Panzer-Regiment 21                                        | 1941–1945            | Front de l'Est                                                  | Erfurt                         |
|          | 20. Panzer-Grenadier Division            | Panzer-Abteilung 8                                        | 1943–1945            | Front de l'Est                                                  | Hambourg                       |
|          | 21. Panzer-Division                      | Panzer-Regiment 5                                         | 1941–1945            | Afrique du Nord, Normandie, Front de l'Est                      |                                |
|          | 22. Panzerdivision                       | Panzer-Regiment 204                                       | 1941–1943            | Front de l'Est                                                  | France                         |
|          | 23. Panzerdivision                       | Panzer-Regiment 23                                        | 1941–1943            | Front de l'Est                                                  | France                         |
|          | 24. Panzerdivision                       | Panzer-Regiment 24                                        | 1941–1945            | Front de l'Est                                                  | Stablack en Prusse-Orientale   |
|          | 25. Panzerdivision                       | Panzer-Regiment 9                                         | 1942–1945            | Front de l'Est                                                  | Norvège                        |
|          | 25. Panzergrenadier-Division             | Panzer-Abteilung 5 Panzer-Abteilung 2107                  | 1943–1945            | Front de l'Est, Allemagne                                       | Ludwigsbourg                   |
|          | 26. Panzerdivision                       | Panzer-Regiment 26                                        | 1942–1945            | Italie                                                          | Potsdam                        |
|          | 27. Panzerdivision                       | Panzer-Abteilung 127                                      | 1942–1943            | Front de l'Est                                                  | Ukraine                        |
|          | 29. Panzergrenadier-Division             | Panzer-Abteilung 129                                      | 1937–1945            | Pologne, France, Front de l'Est, Italie                         | Erfurt                         |
|          | Panzerdivision Clausewitz                | Panzer-Brigade 106 II. (SPW)/Panzer Rgt. Feldherrnhalle 1 | 1945                 | Allemagne                                                       | Lauenburg/Elbe                 |
|          | 60. Infanterie-Division (mot)            | Panzer-Abteilung 160                                      | 1940–1943            | Balkans, Front de l'Est, Italie                                 | Danzig                         |
|          | 90. Panzergrenadier-Division             | Panzer-Abteilung 190                                      | 1943–1945            | Italie                                                          |                                |
|          | 116. Panzer-Division                     | Panzer-Regiment 16                                        | 1944–1945            | Allemagne                                                       | France                         |
|          | 155. Panzer-Division                     | Reserve-Panzer Abteilung 7                                | 1943–1944            | France                                                          | France                         |
|          | Panzerdivision Nr. 178                   | Pz.Ers. und Ausb.Abt. 15                                  | 1943–1944            | Allemagne                                                       | Liegnitz                       |
|          | 179. Reserve Panzerdivision              | Reserve-Panzer Abteilung 1                                | 1943–1944            | France                                                          | Weimar                         |
|          | 232. Panzer-Division                     |                                                           | 1945                 | Front de l'Est                                                  | Malacky                        |
|          | 233. Panzer-Division                     | Reserve-Panzer Abteilung 5                                | 1943–1945            | Danemark                                                        | Francfort                      |
|          | 273. Reserve Panzerdivision              | Panzer-Regiment 25/35                                     | 1943–1944            | Allemagne                                                       | Wurtzbourg                     |
|          | 345. Infanterie-Division (mot.)          | Panzer-Abteilung 345 Panzer-Abteilung 129                 | 1942–1943            |                                                                 |                                |
|          | 386. Infanterie-Division (mot.)          | Panzer-Abteilung 386 Panzer-Abteilung 103                 | 1942–1943            | France                                                          |                                |
|          | Panzerdivision Feldherrnhalle 1          | Panzer-Regiment Feldherrnhalle                            | 1945                 | Front de l'Est                                                  |                                |
|          | Panzerdivision Feldherrnhalle 2          | Panzer-Regiment Feldherrnhalle 2                          | 1945                 | Front de l'Est                                                  | Danzig                         |
|          | Führer Begleit Division                  | Panzer-Regiment 102                                       | 1945                 | Front de l'Est                                                  |                                |
|          | Führer Grenadier Division                | Panzer-Regiment 101                                       | 1945                 | Front de l'Est                                                  |                                |
|          | Panzergrenadier-Division Großdeutschland | Panzer-Regiment Großdeutschland                           | 1943                 | Front de l'Est                                                  |                                |
|          | Panzerdivision Holstein                  | Panzer-Abteilung 44                                       | 1945                 | Front de l'Est                                                  |                                |
|          | Panzerdivision Müncheberg                | Panzer-Abteilung Kummersdorf                              | 1944–1945            | Allemagne                                                       | Berlin, Potsdam, Francfort     |
|          | Panzerdivision Norwegen                  | Panzer-Abteilung Norwegen                                 | 1943–1945            | Norvège                                                         | Norvège                        |
|          | Panzerdivision Döberitz                  | Panzer-Abteilung Schlesien                                | 1945                 | Allemagne                                                       | Döberitz                       |
|          | Panzerdivision Jüterbog                  | Panzer-Abteilung Jüterbog                                 | 1945                 | Allemagne                                                       | Jüterborg                      |
|          | Panzerdivision Kempf                     | Panzer-Regiment 7                                         | 1939                 | Pologne                                                         |                                |
|          | Panzerdivision Kurmark                   | Panzer-Regiment Kurmark                                   | 1945                 | Allemagne                                                       | Francfort                      |
|          | Panzerdivision Schlesien                 | Panzer-Abteilung Schlesien                                | 1945                 | Allemagne                                                       | Döberitz                       |
|          | Panzerdivision Tatra                     | une Panzer-Kp. de la Pz.Ers. und Ausb.Abt. 4              | 1944-1945            | Slovaquie                                                       |                                |
|          | Panzer-Auffrischungs-Verband Krampnitz   | gemischtes Panzer Abt. Krampnitz                          | 1945                 | Allemagne                                                       |                                |
|          | Panzer-Lehr-Division                     | Panzer-Lehr-Regiment 130                                  | 1944–1945            | France, Allemagne                                               | Nancy, Verdun                  |

### Liste des divisions de la Waffen-SS comprenant des unités de panzer

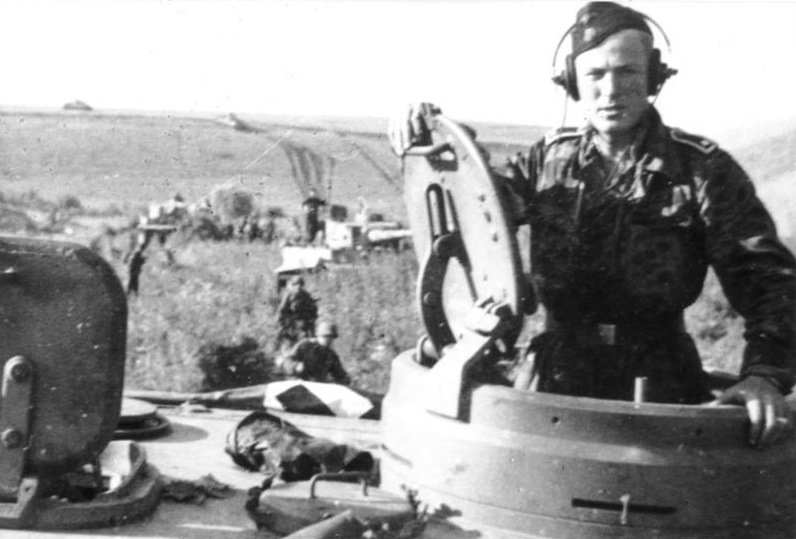
Chef de char Tigre I de la division Das Reich à Koursk en 1943

| Symbole | Division                                                  | Unité de panzers              | Création/Dissolution | Théâtre d'opération                                      | Garnison |
| ------- | --------------------------------------------------------- | ----------------------------- | -------------------- | -------------------------------------------------------- | -------- |
|         | 1. SS-Panzerdivision Leibstandarte-SS-Adolf Hitler        | SS-Panzer-Regiment 1          | 1943–1945            | Front de l'Est, Normandie, Ardennes, Allemagne           | Berlin   |
|         | 2. SS-Panzerdivision Das Reich                            | SS-Panzer-Regiment 2          | 1943–1945            | Front de l'Est, Normandie, Ardennes, Allemagne           |          |
|         | 3. SS-Panzerdivision Totenkopf                            | SS-Panzer-Regiment 3          | 1943–1945            | Front de l'Est, Autriche                                 |          |
|         | 4. SS-Polizei-Panzergrenadier-Division                    | SS-Polizei-Panzer-Abteilung 4 | 1943–1945            | Balkans, Hongrie, Prusse-Orientale                       |          |
|         | 5. SS-Panzerdivision Wiking                               | SS-Panzer-Regiment 5          | 1943–1945            | Front de l'Est                                           |          |
|         | 9. SS-Panzerdivision Hohenstaufen                         | SS-Panzer-Regiment 9          | 1944–1945            | France, Ukraine, Allemagne, Hongrie                      | Reims    |
|         | 10. SS-Panzerdivision Frundsberg                          | SS-Panzer-Regiment 10         | 1943–1945            | France, Ukraine, Allemagne                               |          |
|         | 11. SS-Freiwilligen-Panzergrenadier-Division Nordland     | SS-Panzer-Abteilung 11        | 1943–1945            | Front de l'Est                                           |          |
|         | 12. SS-Panzerdivision Hitlerjugend                        | SS-Panzer-Regiment 12         | 1943–1945            | Belgique, France, Normandie, Ardennes, Hongrie, Autriche | Beverlo  |
|         | 16. SS-Panzergrenadier-Division Reichsführer SS           | SS-Panzer-Abteilung 16        | 1943–1945            | Italie, Front de l'Est                                   |          |
|         | 17. SS-Panzergrenadier-Division Götz von Berlichingen     | SS-Panzer-Abteilung 17        | 1943–1945            | France, Champagne, Sarre                                 |          |
|         | 18. SS-Freiwilligen-Panzergrenadier-Division Horst Wessel | SS-Panzer-Abteilung 18        | 1944–1945            | Balkans, Hongrie, Allemagne                              |          |

### Liste des unités de la Luftwaffe comprenant des unités de panzers
| Symbole | Unités                                     | Panzer-Regiment                        | Création/Dissolution | Théâtre d'opérations              | Garnison |
| ------- | ------------------------------------------ | -------------------------------------- | -------------------- | --------------------------------- | -------- |
|         | Fallschirm-Panzerdivision 1 Hermann Göring | Panzer-Regiment Hermann Göring         | 1943–1945            | Italie, Front de l'Est, Allemagne | Berlin   |
|         | 1. Fallschirm-Armee                        | Fallschirm-Panzer Regiment 21 (puis 1) | 1943–1945            | France, Pays-Bas                  |          |

### Les unités blindées d'instruction
À partir de mars 1945, des Panzer-Ausbildungs-Verbände (unités blindées d'instruction) sont créées dans la Heer. Ces Panzer Verbände sont de composition variable qui dépend des circonstances. Elles résultent pour la plupart de la directive Aktion Leuthen de mars 1945 qui envoie aux combats l’ensemble des unités d’instruction dès qu'elles se trouvaient en première ligne sur le front.
- Panzer Ausbildungs Verband Böhmen. Cette unité blindée est créée le 28 mars 1945[18]. Elle était composée de diverses unités d'entrainement.

## Dans la Nationale Volksarmee (NVA)

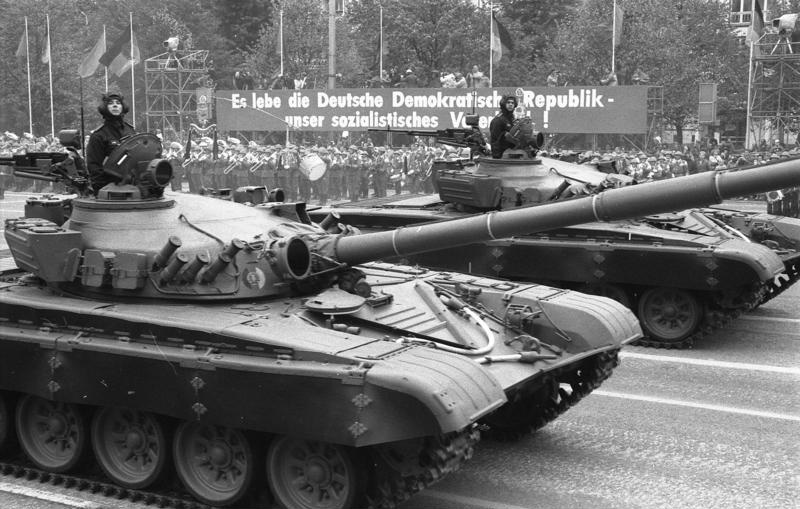
T-72M de la 9e division blindée en parade le 7 octobre 1988

À la formation de la Nationale Volksarmee par l'Allemagne de l'Est le 1er mars 1956, deux divisions blindées sont créées en cours d'année comprenant 3 régiments blindés tandis que les quatre divisions d'infanterie mécanisé d'active disposent également d'un régiment blindé. Chacune des deux régions militaires est-allemandes disposaient d'une division blindée et deux mécanisés. La RDA pouvant mobiliser quatre autres divisions d'infanterie mécanisé de réserve.
À la dissolution de cette armée à la suite de la réunification de l'Allemagne en octobre 1990, son parc blindé comprenait 2 400 chars de combat dont 550 T-72M, 1 700 T-54/T-55 modernisés et 150 chars légers amphibie PT-76.

### Liste des divisions d'active de la Nationale Volksarmee comprenant des régiments de panzers
Au 1er décembre 1986, les régiments blindés sont répartis ainsi :
| Division                                     | Unité de panzers                                                                                               | Création/Dissolution           | Garnison                                               |
| -------------------------------------------- | --- | ------------------------------ | ------------------------------------------------------ |
| 4. Motoriste-Schützen-Division (Erfurt)      | Panzerregiment 4 August Bebel                                                                                  | 15 juin 1956 - 24 octobre 1989 | Gotha                                                  |
| 11. Motorisierte-Schützen-Division (Halle)   | Panzerregiment 11 Otto Buchwitz                                                                                | 1956 - 1990                    | Zeithain (1956-1975) Sondershausen (octobre 1975-1990) |
| 7. Panzerdivision (Dresde)                   | Panzerregiment 14 Karol Swierczewski Panzerregiment 15 Paul Hornick Panzerregiment 16 Leo Jogiches             | 18 août 1956 - 2 octobre 1990  | Spremberg Cottbus Großenhain                           |
| 1. Motorisierte-Schützen-Division (Potsdam)  | Panzerregiment 1 Friedrich Wolf                                                                                |                                |                                                        |
| 8. Motorisierte-Schützen-Division (Schwerin) | Panzerregiment 8 Arthur Becker                                                                                 |                                |                                                        |
| 9. Panzerdivision Heinz Hoffmann (Eggesin)   | Panzerregiment 21 Walter Empacher Panzerregiment 22 Soja Kosmodemjanskaja Panzerregiment 23 Julian Marchlewski |                                |                                                        |

## Dans laBundeswehr

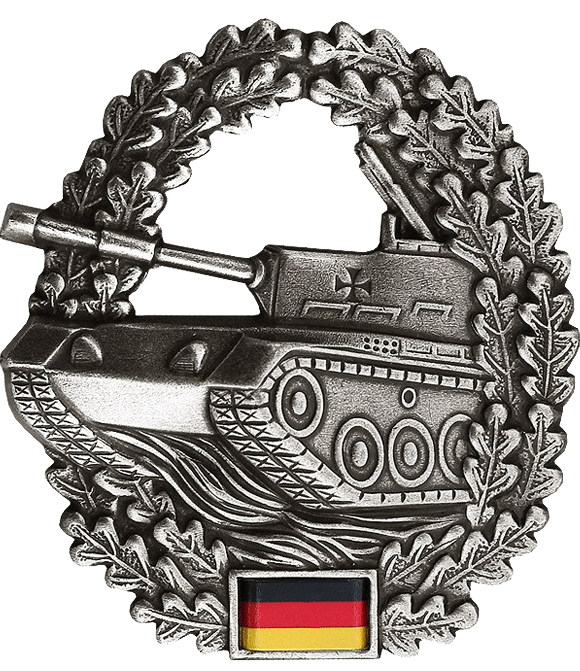
Insigne de la Panzertruppe de la Heer.

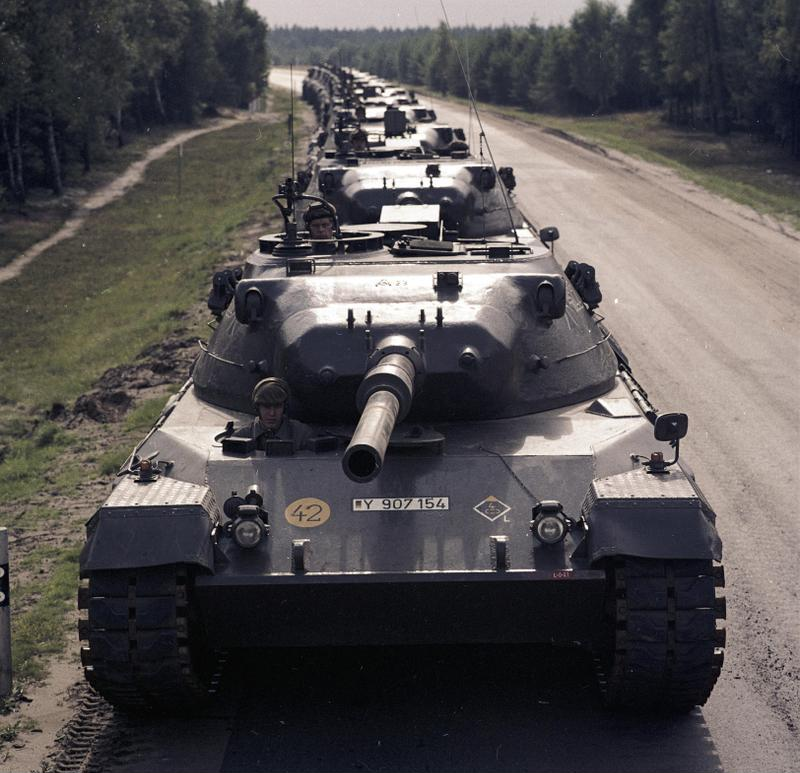
Colonne de chars Leopard 1 ouest-allemand en 1965. Encore en service en très grand nombre jusqu'aux années 1990.

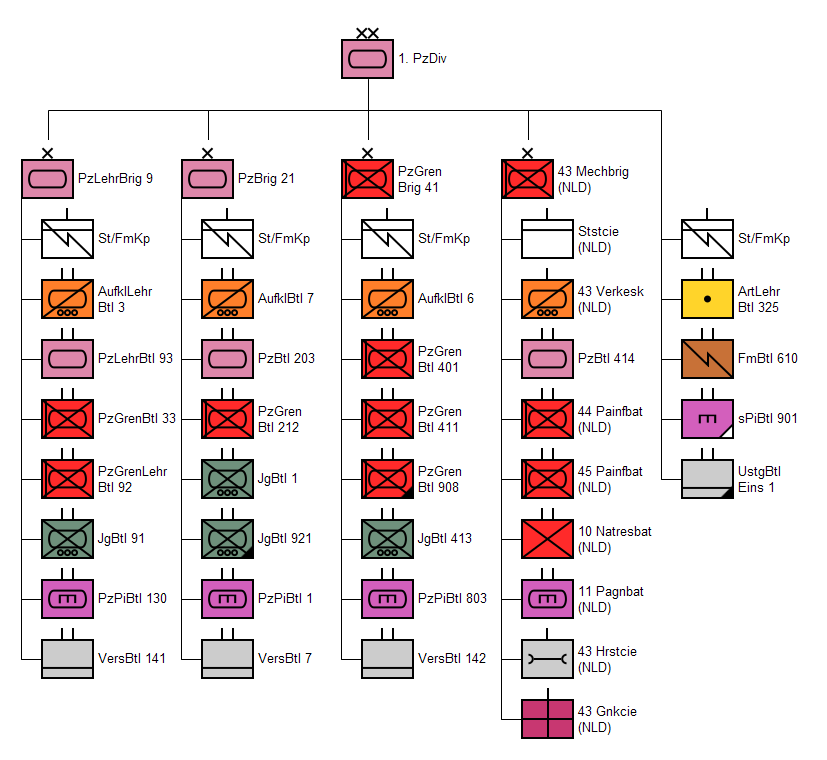
Organigramme en anglais de la 1st Panzer Division (Bundeswehr).

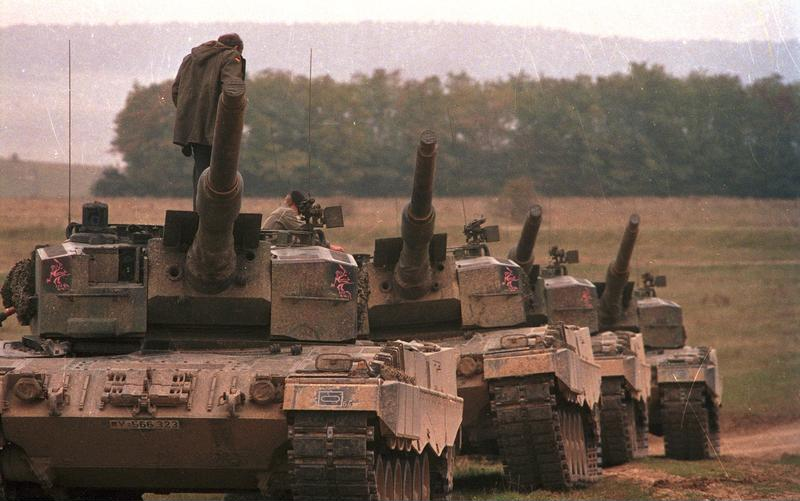
Des Leopard 2 en 1986. Il sera en service jusqu'aux années 2030 au minimum.

À la suite de la recréation de l'armée ouest-allemande en 1955, la Heer devient rapidement l'armée de terre ouest-européenne ayant le plus grand nombre de blindés en ligne. Le principal char d'assaut dont elle disposa à ses débuts est le M48 Patton livré à partir de 1957 qui après avoir été remplacé dans les unités d'active par le char Leopard 1 à partir de la fin des années 1960 restera en service dans les forces territoriales jusqu'en 1993.
En 1959, elle aligne 11 divisions dont 4 blindées et 4 mécanisées: En 1989, elle dispose de 12 divisions dont 6 blindées et 4 mécanisées disposant de 4 800 chars dont environ 1 800 Leopard 2 en 1989 lors de la chute du mur de Berlin.
Dans les années 2010, à la suite d'importantes coupes dans les effectifs depuis la fin de la guerre froide, elle dispose de trois divisions dont les 1re et 10e divisions blindées. L'unique char en ligne depuis la fin des années 1990 est le Leopard 2 avec 457 en service en 2007, 395 prévus en 2012 dont plus de 260 en ligne. En avril 2015, il était prévu que 225 soit en service mais il est annoncé à cette date une augmentation à 328 unités avec une centaine de chars rachetés et modernisés à partir de 2017. En juin 2016, 320 sont en ligne dans 6 bataillons dont un de réserve doté de Léopard II A6, A6 M et A7 (un bataillon). Les A5 servent à cette date exclusivement pour simuler l'ennemi lors d’entraînements.

### Liste des divisions blindées de la Bundeswehr
| Symboles | Division           | Création         | Dissolution       | Garnison                                       |
| -------- | ------------------ | ---------------- | ----------------- | ---------------------------------------------- |
|          | 1. Panzerdivision  | 1er juillet 1956 | actif en 2021     | Hanovre jusqu'en 2015 Oldenbourg depuis 2016   |
|          | 3. Panzerdivision  | 2 juillet 1956   | 30 septembre 1994 | Buxtehude                                      |
|          | 5. Panzerdivision  | 1er octobre 1956 | 30 septembre 2001 | Mainz                                          |
|          | 7. Panzerdivision  | 1er août 1958    | 30 juin 2006      | Düsseldorf                                     |
|          | 10. Panzerdivision | 1er octobre 1959 | actif en 2021     | Sigmaringen jusqu'en 2014 Veitshöchheim depuis |
|          | 12. Panzerdivision | 1er janvier 1961 | 31 mars 1994      | Veitshöchheim                                  |